# ぼくらは都市を愛していた
『ぼくらは都市を愛していた』（ぼくらはとしをあいしていた）は、神林長平によるSF小説である。2012年7月に朝日新聞出版からハードカバー版が発売された。
東北地方太平洋沖地震が執筆に影響を与えている。

## ストーリー
2010年、「情報震」と呼ばれる未知の現象が世界を襲い、「都市」は正常な機能を失った。人類は情報震による情報システム、さらには社会の崩壊と、その後の同時多発的な「戦争」によって絶滅の危機に瀕していた。
2020年、六人の部下と共に情報震の観測任務を行っていた日本情報軍の綾田ミウ中尉は、未知のタイプの情報震に遭遇し、装備していた全ての電子機器が作動不能になってしまう。彼女たちは本隊との連絡をとるべく、本隊本部があるトウキョウシェルターへと向かった。
同時進行的にもう一つの物語が語られる。体内に体間通信回路を埋め込まれた公安課の刑事、綾田カイムは、同僚の柾谷綺羅警部補と共にある殺人事件の現場へと向かった。被害者の死体を見た二人は、被害者が柾谷であり、彼女を殺したのはカイム自身であると直感する。

## 登場人物
綾田カイム（あいでん かいむ）
本作の主人公。男性。警視庁公安課の刑事で、性格は昔風。元々は高校教師だったが、援助交際をしていた事により、教師をやめて刑事に転職した。腹部に体間通信用の人工神経網を埋め込まれている。
柾谷綺羅（まさや きら）
公安課の警部補。女性。カイムの同僚で、彼と共に行動する。カイムと同様に人工神経網を埋め込まれている。今時の女性で、いかにも私服刑事といった服装をしている。
寒江香月（さむかわ かづき）
公安課の警部。女性。カイムたちの上司（課長）であり、年齢はカイムより一回りほど若い。
彼女
かつてカイムの援助交際の相手だった女子高生。本名は不明。既に死亡しているが、カイムの回想などにたびたび登場する。
綾田ミウ（あいでん みう）
本作のもう一人の主人公。女性。日本情報軍・第七先進観測軍団・第三〇三機動観測隊・第三小隊、通称「綾田小隊」の隊長を務める情報軍中尉。男勝りな口調で話す。物語の半分は彼女の戦闘日誌という形をとって語られている。
染川（そめかわ）
綾田小隊の副官を務める情報軍少尉。
井東（いとう）
綾田小隊に所属する情報軍兵長。
政谷きらら（まさや きらら）
綾田小隊に所属する情報一等士。

## 用語
情報震
2010年に初めて確認された未知の自然現象。コンピューターのビットの並びをかき乱す「震動」を起こし、デジタルデータのみを破壊する。一切の原因は不明。人体などへの影響はなく、無人となった人口密集地ほど「耐震性」が高いなどといった特性が存在する。
対策を施すとそれを破るような新タイプの情報震が発生していき、現在ではネットワークにつながった情報だけではなく、CDなどの本来干渉不能な筈の静的なデータすらも破壊されるようになった。
情報戦車
正式名称は「移動観測情報戦車」。日本情報軍が保有する車両で、一両が綾田小隊に配備されている。装甲車のような形状をしており、情報震の観測装置や放射線量カウンター、防犯カメラや移動Nシステムなどのありとあらゆる電子監視システムをインターセプト可能な解析システムなどを有している。車内の戦闘情報室に観測窓は無く、外界の情報は外部監視モニターによって行う。装軌式か装輪式かは不明。
「戦車」となっているが旋回砲塔の類は持たず、暴徒鎮圧用にカールグスタフ（sv:Carl Gustafs Stads Gevärsfaktori）製の旧式35mm高角機関砲を牽引している他、小型集音マイクを散布可能な無人偵察機を搭載している。
ボビィ
情報軍などが使用している体内埋込型汎用通信機。耳たぶの中に埋め込まれており、しゃべる真似をするだけで口の動きなどを捉え、それを人工音声データに置き換えて発信する。元々は医療用に開発された物。
トウキョウシェルター
「無人となった人口密集地ほど耐震性が高い」という情報震の特性を利用して、混乱の中無人となった東京を情報保護用のシェルターとしたもの。物質的なものから保護するわけではないので、無人となった事以外はかつての東京と変わらない。
現在は日本陸軍・首都防衛軍団と警視庁警備部機動隊が合併したシェルター防衛軍によって防衛されている。
日本情報軍
日本が保有する軍の一つ。通常は情報収集などを任務としていると思われるが、劇中に登場する部隊は情報震の観測任務を行っていた。
体間通信
公安警察庁警備局システム課と警視庁警備部が共同で開発した偽テレパシー能力。腹部の太陽神経叢に埋め込まれた人工神経網を介して、文字通り「腹を割って」意志疎通を行うことができる。また、副次的な能力として、携帯電話などの通信情報を盗聴する事も可能。
さえずり
現実世界のTwitterに相当する情報サービス。本作の前に書かれた短編『いま集合的無意識を、』にも登場している。
なお、『いま集合的無意識を、』には、執筆中の本作の事を指していると思われる記述がある。